# John William Hinchcliffe
John William Hinchcliffe, britanski general, * 1893, † 1975.